# Lista de clubes de futebol do Maranhão
Esta é uma lista de clubes de futebol do estado do Maranhão.

### Campeonato Maranhense de2025
Fonte(s): 
| - IAPE (São Luís) - Imperatriz (Imperatriz) - Maranhão Atlético (São Luís) - Moto Club (São Luís) | - Pinheiro (Pinheiro) - Real Codó/Viana (Codó e Viana) - Sampaio Corrêa (São Luís) - Tuntum (Tuntum) |

### Campeonato Maranhense - Série B de2025
Fonte(s): 
| - Americano (Bacabal) - Balsas (Balsas) - Cordino (Barra do Corda) - Expressinho (São Luís) - ITZ Sport (Imperatriz) - Lago Verde (Lago Verde) | - Santa Quitéria (Santa Quitéria do Maranhão) - São José (São José de Ribamar) - São Luís (São Luís) - Timon EC (Timon) - Tupan (São Luís) |

## Clubes licenciados e extintos por região

### Norte Maranhense
| Equipe              | Cidade                    | Estádio (Mando)                                                                | Capacidade |
| ------------------- | ------------------------- | ------------------------------------------------------------------------------ | ---------- |
| AA Graça Aranha     | São Luís                  |                                                                                |            |
| América             | São Luís                  | Campo da Rua Oswaldo Cruz                                                      |            |
| Anilense            | São Luís                  | Campo da Rua Dr. Rodrigues Fernandes (Campo do Luso)                           |            |
| Athenas             | São Luís                  |                                                                                |            |
| Atlético Lago Verde | São Luís                  |                                                                                |            |
| Automóvel           | São Luís                  | Campo da Rua Oswaldo Cruz                                                      |            |
| Bacabal             | Bacabal                   | José Luís Correa (Correão)                                                     | 7 856      |
| Bangu               | São Luís                  |                                                                                |            |
| Botafogo            | São Luís                  |                                                                                |            |
| Brasil              | São Luís                  | Campo da Rua Dr. Rodrigues Fernandes (Campo do Luso)                           |            |
| Camboense           | São Luís                  |                                                                                |            |
| Colombo             | São Luís                  | Campo da Rua Dr. Rodrigues Fernandes (Campo do Luso)                           |            |
| Comercial           | São Luís                  |                                                                                |            |
| Comerciário         | São Luís                  | Nhozinho Santos                                                                | 11 429     |
| Cruz Vermelha       | São Luís                  | Campo da Rua Dr. Rodrigues Fernandes (Campo do Luso)                           |            |
| Diamante Negro      | São Luís                  |                                                                                |            |
| Dublin              | São Luís                  |                                                                                |            |
| EC Nacional         | São Luís                  |                                                                                |            |
| EC São José         | São Luís                  | Nhozinho Santos                                                                | 11 429     |
| Fabril              | São Luís                  | Estádio Santa Isabel                                                           |            |
| Falcão              | São Luís                  | Nhozinho Santos                                                                | 11 429     |
| Fênix               | São Luís                  | Campo da Rua Dr. Rodrigues Fernandes (Campo do Luso) Campo da Rua Oswaldo Cruz |            |
| Ferroviário         | São Luís                  | Nhozinho Santos                                                                | 11 429     |
| Flamengo            | São Luís                  |                                                                                |            |
| Football Athletic   | São Luís                  | Estádio Santa Isabel                                                           |            |
| General Sampaio     | São Luís                  |                                                                                |            |
| Gonçalves Dias      | São Luís                  |                                                                                |            |
| Graça Aranha EC     | São Luís                  |                                                                                |            |
| Grajaú              | São Luís                  |                                                                                |            |
| Guarany             | São Luís                  |                                                                                |            |
| Gurupy              | São Luís                  |                                                                                |            |
| Ícaro               | São Luís                  |                                                                                |            |
| Internacional       | São Luís                  |                                                                                |            |
| Itapecuruense       | Itapecuru-Mirim           | Estádio João Rodolfo (Rodolfão)                                                | 5.000      |
| Itararé             | São Luís                  |                                                                                |            |
| Juventude           | São Luís                  |                                                                                |            |
| Libertador          | São Luís                  |                                                                                |            |
| Luso Brasileiro     | São Luís                  | Campo da Rua Dr. Rodrigues Fernandes (Campo do Luso)                           |            |
| Montevidéu          | São Luís                  |                                                                                |            |
| Nacional FC         | São Luís                  |                                                                                |            |
| Nacional SC         | São Luís                  |                                                                                |            |
| Onze do Norte       | São Luís                  |                                                                                |            |
| Paysandu Maranhense | São Luís                  | Campo da Rua Dr. Rodrigues Fernandes (Campo do Luso)                           |            |
| Recife              | São Luís                  |                                                                                |            |
| Renner              | São Luís                  |                                                                                |            |
| Santa Cruz          | São Luís                  |                                                                                |            |
| Santa Izabel        | São Luís                  |                                                                                |            |
| Santos Dumont       | São Luís                  |                                                                                |            |
| São Bento           | São Bento                 | Estádio Governador Newton Bello                                                | 5.500      |
| São Cristóvão       | São Luís                  | Campo da Rua Oswaldo Cruz                                                      |            |
| Sírio               | São Luís                  | Campo da Rua Dr. Rodrigues Fernandes (Campo do Luso)                           |            |
| Spartano            | São Luís                  |                                                                                |            |
| Tupy                | São Luís                  |                                                                                |            |
| União               | São Luís                  |                                                                                |            |
| Vasco da Gama       | São Luís                  | Campo da Rua Dr. Rodrigues Fernandes (Campo do Luso)                           |            |
| Vera Cruz           | São Luís                  |                                                                                |            |
| Vitória do Mar      | São Luís · Paço do Lumiar | Estádio Governador João Castelo (Castelão)                                     | 40.000     |
| Volante             | São Luís                  |                                                                                |            |

### Interior
| - 29 de Março (Chapadinha) - AA Caxiense (Caxias) - Açailândia (Açailândia) - Ajax (Pindaré-Mirim) - Araioses (Araioses) - Atlético Bacabal (Bacabal) - Bangu (Coroatá) - Caxias (Caxias) - Caxiense (Caxias) - Chapadinha (Chapadinha) - Codó (Codó) - Coelhonetense (Coelho Neto) - Coroatá (Coroatá) - Deportivo Carú (Carutapera) - Duque de Caxias (Caxias) | - Grajaú (Grajaú) - Itinga (Itinga do Maranhão) - Juventude Samas (São Mateus do Maranhão) - JV Lideral (Imperatriz) - Maranhão do Sul (Imperatriz) - Marília (Imperatriz) - Nacional (Santa Inês) - Pindaré (Pindaré-Mirim) - Porto Franco (Porto Franco) - Sabiá (Caxias) - Santa Luzia (Santa Luzia) - Santa Quitéria (Santa Quitéria do Maranhão) - SE Caxiense (Caxias) - Tocantins (Imperatriz) - Urbano Santos (Urbano Santos) |